# Manuel González Huarques
Manuel González y Huarques, en ocasiones escrito Huárquez (Cartagena, fecha desconocida - ibidem, 31 de enero de 1883), fue un historiador y periodista español, uno de los primeros cronistas oficiales de Cartagena.

## Biografía
Manuel González trabajó como periodista para El Eco de Cartagena, ganando notoriedad por sus artículos sobre la historia local y los temas cartageneros, al punto que en 1879 fue designado cronista por el propio Ayuntamiento. Mantuvo una controversia con el periodista murciano José Martínez Tornel, desde El Eco y La Paz de Murcia respectivamente, en torno a la idoneidad de Murcia como capital civil y eclesiástica de la Región en detrimento de Cartagena. La discusión había empezado en 1875, pero fue entre los años 1878 y 1880 cuando alcanzó especial virulencia, al levantar expectación entre los lectores y sumarse a la contienda otros autores murcianos como Andrés Baquero y Pascual María Massa.
El cartagenero, con permiso de los periodistas involucrados, hizo editar en 1881 los artículos en los que se dirimió la polémica, que fue celebrada por su carácter erudito, y aunque el historiador José Antonio Molina (2004) la describe como «algo superficial», reconoce que contribuyó a despertar la atención del público por las fuentes antiguas de la historia de la Región de Murcia y España. Asimismo, González fue un encendido devoto de la Semana Santa en Cartagena, en la que participaba integrado en la cofradía marraja. También desde la prensa mantuvo una enconada disputa con un miembro de la rival cofradía california, y lanzó propuestas a sus compañeros de cara a alterar el recorrido o el esquema de la procesión del Santo Entierro.
González se apartó del cargo de cronista en 1880, falleciendo tres años después. Le sucedió su hijo Manuel González Gómez, archivero de profesión y nacido de su matrimonio con Casta Gómez Calarcos, si bien este murió en 1886.

## Obras
- Reseña histórica del convento e iglesia de San Isidoro (Orden de Santo Domingo) de Cartagena con noticias de la restauración y reapertura del templo para parroquia castrense. Cartagena: Imprenta de José Requena. 1880.
- Debates históricos sobre el Obispado de Cartagena, su catedralidad y otros asuntos: colección de artículos. Cartagena: Imprenta de José Requena. 1881.
- El Obispado de Cartagena: colección de documentos relativos a la traslación temporal del prelado y del cabildo de la ciudad de Murcia, reclamaciones y litigios de Cartagena para el regreso, y los que se siguieron contra Lorca y Chinchilla en sus intentos de emancipación y creación en obispados independientes. Cartagena: Imprenta de José Requena. 1881-84.